# R.K. Narayan

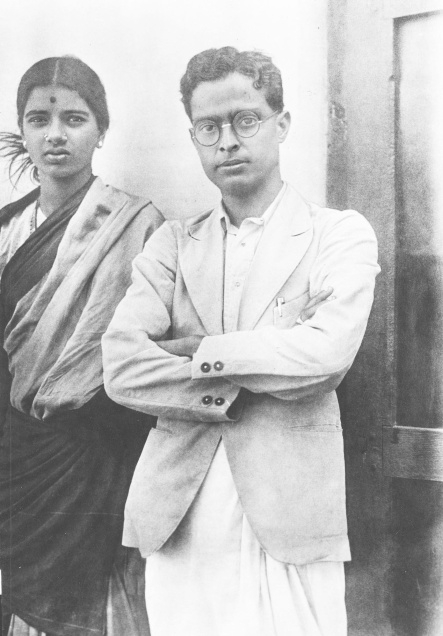
R. K. Narayan

R. K. Narayan (n. 10 octombrie, 1906 - d. 13 mai 2001), născut ca Rasipuram Krishnaswami Ayyar Narayanaswami,(Tamil: ராசிபுரம் கிருஷ்ணசுவாமி அய்யர் நாராயணசுவாமி ) (Kannada: ಆರ್.ಕೆ.ನಾರಯಣ್) este unul dintre cei mai cunoscuți romancieri indieni care au scris în limba engleză.